# Die schöne Gegenwart

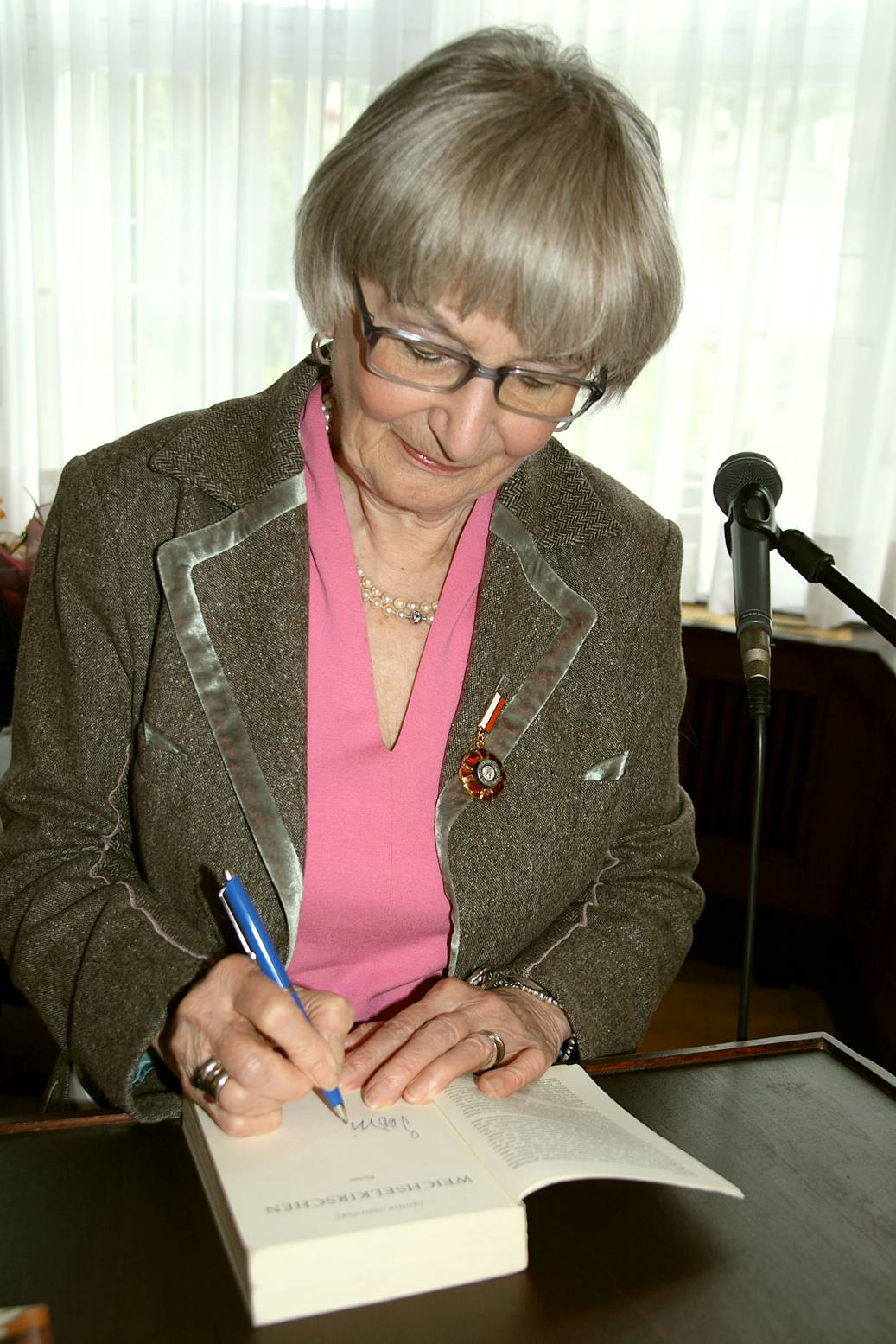
Leonie Ossowski

Die schöne Gegenwart ist ein Roman von Leonie Ossowski, der 2001 in gebundener Ausgabe erschienen ist. Das Buch thematisiert vor allem das Älterwerden. Es erschien im Piper Verlag.

## Inhalt
Die Hauptfigur im Roman Die schöne Gegenwart ist Nele Ungureit, eine reife Frau, die ein bewegtes Leben geführt hat sowie die   Trennung von ihrem Mann Fred Ungureit hat verkraften müssen. Nele wohnt in einer Wohnung, die Fred und Hannes für sie ausgesucht haben und die auch Fred bezahlt. Um den ganzen Kummer zu vergessen, beschließt sie spazieren zu gehen im naheliegenden Park. Dort lernt sie Frau Grieße kennen. Eine alte Dame, welche in einem Altersheim lebt. Nele besucht sie immer öfter und freundet sich mit mehreren Altersheimbewohnern an, bis für sie Neles Besuche und gemeinsame Spielenachmittage zur Gewohnheit werden. Da bekommt Nele mitgeteilt, sie habe eine große Villa geerbt. Da bisher immer ihr Exmann oder ihr Sohn finanzielle Dinge geregelt haben, sind diese der Meinung, es bei der Verwaltung der Villa auch zu tun. Doch das verärgert Nele. Sie möchte nicht mit ihren 69 Jahren als eine Achtzigjährige dargestellt werden. Deshalb beschließt sie, wie schon damals im Lehralter, davonzulaufen. Über Nacht packt sie ihren Koffer und am folgenden Tag mietet sie sich ein Auto und fährt, ohne ein bestimmtes Ziel vor Augen zu haben, hinaus in die Welt. Als sie auf ihrer Reise an einem Fluss stoppt und verträumt dem fließenden Wasser hinterher schaut, hat sie die Idee, was sie aus der geerbten Villa machen möchte. Sie möchte sie zu einer Art Wohngemeinschaft (WG) für ältere Menschen umbauen.
Doch Paul Suska und ihr Sohn Hannes erschweren ihr die Verwirklichung dieses Traumes. Da Hannes sich immer noch verantwortlich für die Finanzen seiner Mutter fühlt, hat er einen potentiellen Käufer der Villa ausfindig gemacht, Paul Suska. Hannes steckt jedoch mit Paul Suska unter einer Decke, da Paul vorhat, ein Golfhotel aus der Villa zu machen und Hannes soll dieses mit den Möbeln ihres Geschäfts Möbel Ungureit bestücken. Nele bekommt mit, dass Paul das Geld seiner Tante (Fina) „abgeschwatzt“ hat und erzählt dies Fina. Bei ihrem Treffen unterbreitet Nele ihr gleich den Vorschlag der WG, den Fina gut findet und somit in das Projekt mit Nele und Rupert einsteigt. Fina findet einen Architekten, der das gesamte Haus umplanen lässt und später selbst darin wohnen wird. Nele und Rupert halten Vorträge über ihr Vorhaben, um Mitbewohner zu werben; sie kümmern sich darum, dass sie für ihre Vorhaben staatliche Förderungsgelder bekommen und gründen eine Stiftung. Vor Weihnachten ist die Villa umgebaut und alle Mitbewohner ziehen nach und nach ein. Diese waren: Nele, Rupert, Rike, Frau Doll, Frau Grieße, Karl Feigel, Fina und Ulrich. Alles läuft nach Plan. Jeder Mitbewohner hat seine geregelte Arbeit zu erledigen und die Einweihungsparty wird an Neles 70. Geburtstag gefeiert. Bis eines Tages zwei unbekannte Damen vor der Villa stehen und sich als Beamtinnen der Stadtverwaltung ausweisen. Diese schauen sich die Villa an und notieren sich angebliche Baumängel sowie die fehlende Betreuungsausbildung von Nele. Wie sich herausstellt, hat das Paul Suska mitbekommen und die Villa bei der Stadt angeschwärzt, wahrscheinlich da er immer noch Interesse an dem Umbau der Villa als Golfhotel hat.
Bei einem Besuch von Paul und Hannes in der Villa komm es zu einem tragischen Unfall, bei dem Fina stirbt. Alle Anwohner rechnen mit dem Schlimmsten, da Fina das Herzstück des Projektes gewesen ist, vor allem, weil sie das Ganze finanziert hat.
Als Nele und Rupert, die sich mittlerweile sehr nahestehen, in den folgenden Tagen einen Brief von Finas Anwalt bekommen, werden sie stutzig, da sie mit diesem Schreiben zu Finas Testamentseröffnung geladen werden. Als Nele, Rupert und Paul beim Anwalt zusammenkommen, stellt sich heraus, dass Fina das Testament hat umschreiben lassen und alle Immobilien, der Anteil an der Villa und ihr gesamtes Vermögen ihrer Stiftung zugesprochen worden sind. Damit hat Paul Suska nicht gerechnet, worauf er wütend das Anwaltszimmer verlässt und Nele und Rupert zurück in die Villa gehen, um das frohe Ereignis weiterzugeben, dass sie noch auch ohne staatliche Gelder alle weiterhin zusammenleben können.

## Rezensionen
„Dass die Realität für das Gros der älteren Bürger heute anders aussieht, stört bei der Lektüre keineswegs, denn Leonie Ossowski ging es darum, Mut zu machen, Alternativen aufzuzeigen und gegen die Alterslethargie anzuschreiben. All dies ist ihr in Die schöne Gegenwart vortrefflich gelungen. Ein Roman, dem man auch viele junge Leser wünscht.“

## Ausgabe
- Leonie Ossowski: Die schöne Gegenwart. Piper, München 2001, ISBN 3-492-04238-4.